# What Makes You Beautiful
What Makes You Beautiful – pierwszy singiel brytyjsko-irlandzkiego boysbandu One Direction z ich debiutanckiego albumu studyjnego zatytułowanego Up All Night. Wydany przez Syco Records 11 września 2011 jako pierwszy singel zespołu. Utwór został napisany przez Ramiego Yacouba, Carla Falka i Savana Kotechę, a wyprodukowany przez Ramiego Yacouba i Carla Falka.

## Lista utworów
1. "What Makes You Beautiful" – 3:22
2. "Na Na Na" – 3:05